# Колесников, Павел Львович
Павел Львович Колесников (1 [13] января 1861, Усть-Уйское, Оренбургская губерния — неизвестно) — полковник Русской императорской армии, был представлен к производству в генерал-майоры, командир Оренбургского 10-го казачьего полка и 2-й бригады 3-й Оренбургской казачьей дивизии, кавалер шести орденов. Участник Первой мировой и Гражданской войн.

## Биография
Павел Колесников родился по одним данным 1 (13) января 1861 года, по другим — 10 (22) января 1861 года в станице Усть-Уйской Усть-Уйского станичного юрта Челябинского уезда Оренбургской губернии, который относился к Войсковой территории Челябинского уезда (3-й военный отдел Оренбургского казачьего войска), ныне село входит в Целинный муниципальный округ Курганской области.
В 1878 году окончил Оренбургскую военную прогимназию.
В службу в Русской императорской армии вступил 30 мая (11 июня)  1878 года.
Окончил Оренбургское казачье юнкерское училище, из которого выпустился в 1881 по первому разряду. Позднее завершил обучение в Офицерской кавалерийской школе, с пометкой «успешно».
В 1890 году проходил службу в Оренбургском 5-м казачьем полку. По состоянию на 1901 год служил во Оренбургском 2-м казачьем полку. C 1902 по 1904 год служил в Оренбургском 3-м казачьем полку.
Более четырёх лет командовал сотней; дослужился до войскового старшины, «за отличие», уже после Русско-японской войны — в декабре 1906 года.
С 1906 по 1908 год служил в Оренбургском казачьем дивизионе. Вернулся в 3-й полк в 1908 году — пробыл в нём два следующих года, до 1910.
На 15 (28) мая 1913 года в том же чине служил в отдельном Оренбургском казачьем дивизионе. На 6 (19) мая 1914 года в том же чине служил в 4-м Исетско-Ставропольском полку Оренбургского казачьего войска.
6 (19) мая 1914 года произведён в полковники. Уже в годы войны, в 1915, был представлен к производству в генерал-майоры (1915).
Встретил Первую мировую в Оренбургском 4-м Исетско-Ставропольском казачьем полку. 5 (18) августа 1914 года получил под своё командование Оренбургский 10-й казачий полк и пробыл на этом посту до революционного 1917 года. По некоторым сведениям, в 1916 году командовал 2-й бригадой Оренбургской казачьей дивизией.
Оренбургский 10-й казачий полк сформирован из казаков 2-го военного отдела и 10 (23) августа 1914 года прибыл из  Верхнеуральска в Красное Село Петербургского военного округа. 1 (14) ноября 1914 года направлен в составе Оренбургской казачьей дивизии в резерв 8-й армии Юго-Западного фронта, в составе 5-го кавалерийского корпуса участвовал в оборонительных боях у реки Стыри в районе Чарторыйска. С 20 октября (2 ноября)  1916 года корпус передан в состав 9-й армии. С 8 (21) июня 1917 года корпус передан в состав 7-й армии. В июне 1917 года состоял в том же чине и должности.
После Февральской революции состоял в распоряжении войскового казачьего начальства. 
С 28 сентября 1918 года был назначен командиром 2-й бригады 2-й Оренбургской казачьей дивизии 1-го Оренбургского отдельного казачьего корпуса Юго-Западной армии. Участвовал в боях на Восточном фронте.
С 18 октября 1918 года — командир 2-й бригады 3-й Оренбургской казачьей дивизии Оренбургской отдельной армии. Дивизия расформирована 26 апреля 1919 года.
В начале 1919 года был начальником штаба 3-й Оренбургской казачьей бригады.
Последний раз П. Колесников упоминался как командир 1-й бригады Оренбургской казачьей дивизии.
Дальнейшая его судьба неизвестна.

## Военные чины
- Хорунжий, старшинство с 13 (25) декабря 1881 года
- Сотник, старшинство с 15 (27) декабря 1884 года
- Подъесаул, старшинство с 25 октября (6 ноября)  1890 года
- Есаул, с 1 (14) июля 1902 года, причём со старшинством с мая 1900
- Войсковой старшина, старшинство с 21 декабря 1906 года (3 января 1907 года) «за отличие»
- Полковник, приказ от 6 (19) мая 1914 года, старшинство с 6 (19) мая 1914 года; на вакансию. 27 апреля (10 мая)  1916 года даровано старшинство с 6 (19) мая 1912 года

## Награды
- Орден Святого Владимира III степени с мечами, 18 (31) января 1916 года[2][1][3]
- Орден Святого Владимира IV степени с мечами и бантом, 1915 год
- Орден Святой Анны II степени с мечами, 17 (30) мая 1915 года
- Орден Святого Станислава II степени, 1910 год; мечи, 1916 год
- Орден Святой Анны III степени, 1904 год; мечи и бант, 1915 год
- Орден Святого Станислава III степени, 1901 год